# Sanatruk Ier
Ne doit pas être confondu avec Sanatruq I.
Sanadroug Ier ou Sanatruk (en arménien Սանատրուկ, Sanatrocès en latin) est un roi arsacide d'Arménie, ayant régné de 75 jusque vers 110,. Il a aussi été roi d'Osroène (de 91 à 109).

## Problématiques
On ignore quelle est son ascendance. Selon l'hypothèse de Christian Settipani, il serait le fils d'un Mithridatès, éphémère roi d'Arménie (72-76), et d'Awde, sœur du roi Abgar V d'Osroène.
Ce roi dont les dates de règne ne sont pas attestées avec certitude est très peu connu. En rapprochant les différents textes antiques de façon rigoureuse,, suffisamment de preuves ont été obtenues pour conclure que Sanatroces (Sanatruk) doit avoir régné à la charnière des Ier – IIe siècle sur le royaume d'Arménie,. Arrien dans son Parthica loue les mérites de ce monarque et le met au même plan que les Grecs et les Romains les plus illustres,. Les auteurs arméniens parlent de lui comme le fondateur de la ville de Mcurkʿ.
Sanatruk a été enterré dans une tombe de constructions cyclopéennes à Ani,. Il pourrait être le successeur de Tiridate Ier. La tradition chrétienne hagiographique lui attribue le martyre de saint Thaddée,,. Il y a débat pour savoir si ce Thaddée est le même que l'apôtre Thaddée/Addaï mentionné dans de nombreuses sources en syriaque et dans les listes d'apôtres du Nouveau Testament ou s'il était seulement membre des Septante disciples, l'apôtre Thaddée ayant été exécuté à Beyrouth. Il ne faut pas non-plus le confondre avec Aggai que Thaddée-Addaïe désigne comme « évêque » de la ville d'Édesse, juste avant son départ. Selon Illaria Ramelli, la Doctrina Addaï mentionne la mort d'Aggai par la rupture de ses jambes sur ordre de Sanatruk. Pour Léroubna d'Edesse, c'est Maanou, le fils régnant d'Abgar à Edesse, qui donna l'ordre. Thaddée pour sa part était parti d'Édesse pour aller évangéliser des pays situés plus à l'est, c'est-à-dire le royaume d'Izatès II (l'Adiabène) ou le sud du royaume d'Arménie, et disparaît ensuite de tous les récits, sa mort n'étant jamais racontée, lors de ce cycle d'écrits.
Selon Marie-Louise Chaumont, la supposition que Sanatruk a survécu jusqu'à l'époque de la campagne de Trajan est contredite par le fait que le trône d'Arménie était tenu aux environs de 110 par Axidarès d'Arménie, neveu de Tiridate Ier et le fils du roi parthe Pacorus II (77-110). Axidarès était roi d'Arménie avec le consentement de Rome. Lorsque Pacorus a été supplanté par Khosrô Ier de Parthie, celui-ci a déposé Axidarès et installé sur le trône d'Arménie le frère de ce dernier, Parthamasiris, sans consulter l'empereur romain. C'est cette violation du traité de Rhandeia qui a donné à Trajan un prétexte pour faire la guerre. Toutefois, selon Cyrille Toumanoff, Sanatruk aurait contrôlé l'Arménie méridionale vers 114/117.  Cela pourrait expliquer qu'il soit donné comme un des chefs de la révolte contre Trajan, alors qu'il n'est clairement plus roi d'Arménie. Pour Christian Settipani il ne faut pas le confondre avec le roi de même nom attesté à Hatra, alors que pour Javier Texidor, l'inscription retrouvée dans cette ville montre qu'elle faisait partie du royaume de Sanatruk en 76/77.